# Cheilotrichia (Empeda) poiensis
Cheilotrichia (Empeda) poiensis is een tweevleugelige uit de familie steltmuggen (Limoniidae). De soort komt voor in het Oriëntaals gebied.